# Brug 1897
Brug 1897 is een bouwkundig kunstwerk in Amsterdam Nieuw-West.
Het is een voetbrug die de verbinding verzorgt tussen de Oude Haagseweg aan de noordkant en parkgebied De Oeverlanden aan de zuidkant. De voetbrug geeft vanaf die Oude Haagseweg rechtstreeks toegang naar een plaatselijk horecabedrijf alsmede de zomerveerdienst over de Nieuwe Meer naar en van het Amsterdamse Bos. Men moet daarvoor het kruisende voet- en fietspad Anton Schleperpad (vernoemd naar oprichter van vereniging De Oeverlanden blijven) oversteken. 
De houten brug met dito brugpijlers en betonnen landhoofden dateert van circa 1999.

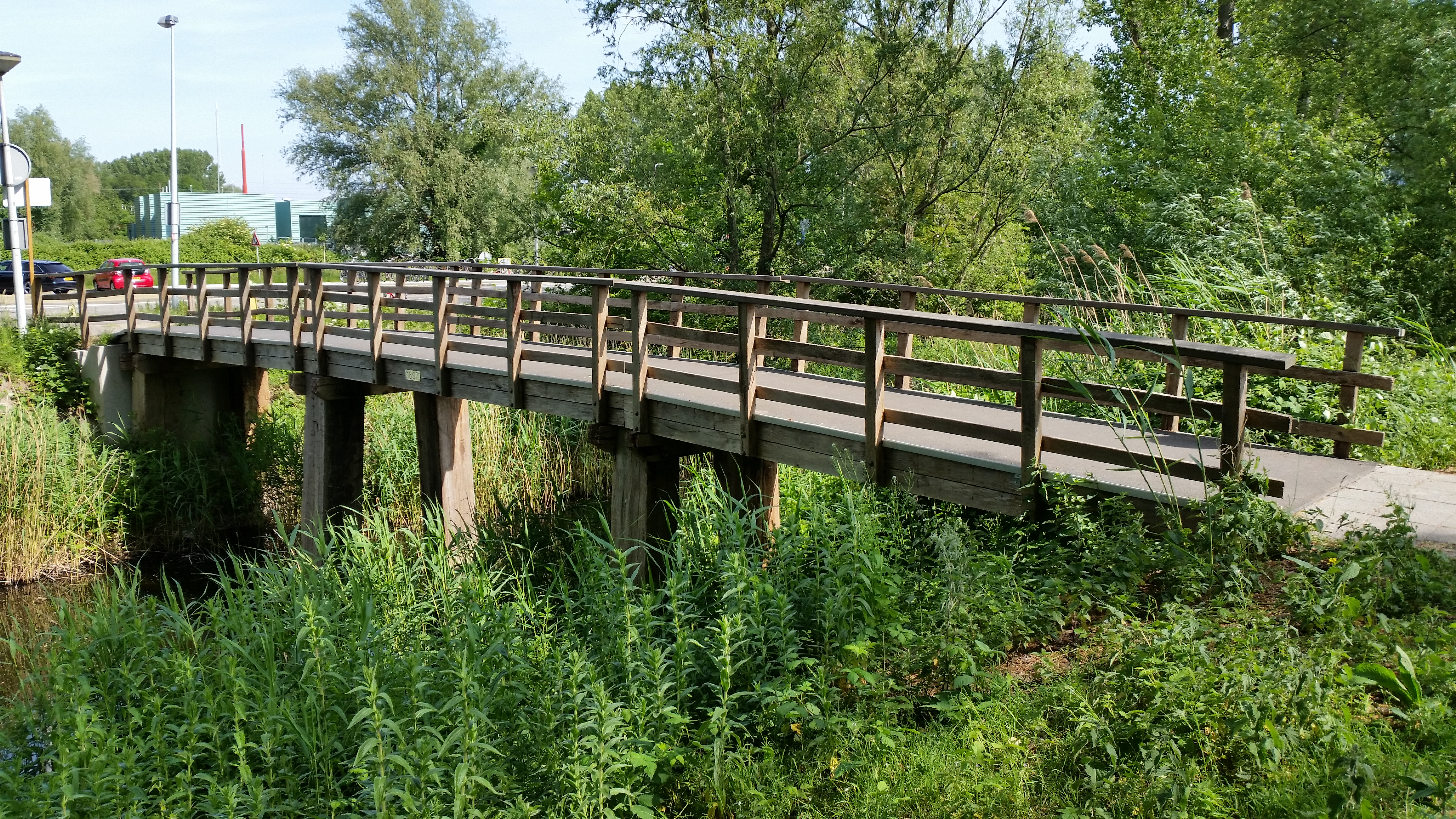
Zijaanzicht van brug 1897 met op de achtergrond Oude Haagseweg (mei 2020)

<<< · 1800 · 1801 · 1802 · 1803 · 1804 · 1805 · 1806 · 1807 · 1808 · 1809 ·  1810 · 1811 · 1812 · 1813 · 1814 · 1815 · 1816 · 1818 · 1819 · 1820 · 1821 · 1822 · 1823 · 1824 · 1826 · 1827 · 1828 · 1829 · 1830 · 1831 · 1832 · 1833 · 1834 · 1835 · 1836 · 1837 · 1838 · 1839 · 1840 · 1841 · 1842 · 1843 · 1844 · 1845 · 1846 · 1847 · 1848 · 1849 · 1850 · 1851 · 1852 · 1853 · 1854 · 1855 · 1856 · 1857 · 1858 · 1859 · 1860 · 1861 · 1862 · 1863 · 1864 · 1865 · 1866 · 1867 · 1868 · 1869 ·  1870 · 1871 · 1872 · 1873 · 1874 · 1875 · 1876 · 1877 · 1879 ·  1880 · 1881 · 1882 · 1883 · 1884 · 1885 · 1886 · 1888 · 1889 · 1890 · 1891 · 1892 · 1893 · 1894 · 1895 · 1896 · 1897 · 1898 · 1899 · >>>
Brugnummers 1817, Brug 1819, 1820, 1825, 1878, 1887  zijn niet (meer) vergeven.